# Jozef Čurgaly
Jozef Čurgaly (4. prosince 1927 – 23. ledna 2014) byl slovenský fotbalista, útočník, fotbalový trenér, reprezentant Československa.

## Fotbalová kariéra
Za československou reprezentaci odehrál roku 1953 jedno utkání (zápas Mezinárodního poháru s Itálií). Hrál za Slovan Nitra a Slovan Bratislava, s nímž roku 1955 získal titul mistra Československa. Po skončení hráčské kariéry se stal trenérem, vedl mládež Slovanu Bratislava, ale též první tým Slovanu (1966), Baník Ostrava (1967) a Jednotu Trenčín (1970/71).